# Ystalyfera
Ystalyfera est un village et une communauté du borough de comté de Neath Port Talbot, au pays de Galles. Il est situé dans le nord du borough de comté, à une vingtaine de kilomètres au nord-est de la cité de Swansea.

## Démographie
Au recensement de 2011, la communauté d'Ystalyfera comptait 4 663 habitants.